# Philipp Karl von Oettingen-Wallerstein
Philipp Karl Graf von Oettingen-Wallerstein (* 8. Februar 1759 in Wallerstein; † 16. Dezember 1826 in Wien) war kaiserlich österreichischer Staatsmann, Reichshofratspräsident und Ritter des Ordens vom Goldenen Vlies.

## Herkunft
Seine Eltern waren der regierenden Reichsgrafen Philipp Karl Dominicus zu Oettingen-Wallerstein (1722–1766) und dessen Ehefrau Juliane Karoline, geborene Reichsgräfin von Oettingen-Baldern (1728–1791). Sein Bruder Kraft Ernst (1748–1802) sollte das Fürstentum erben.

## Leben
Philipp Karl war für den geistlichen Stand vorgesehen, daher wurde er schon früh als Domizellar in das Kapitel des Erzstiftes Köln aufgenommen. Aber er entwickelte andere Interessen und so wurde dieser Plan aufgegeben und der junge Graf kam nach Wien, wo er in der herzoglich Savoyischen Adelige Akademie seine wissenschaftliche Ausbildung erhielt. Nach seinem Abschluss ging er auf Kavalierstour. Er wurde 1781 Praktikant am Reichskammergericht in Diensten des Fürstbischofs von Würzburg. Anschließend trat er in kaiserliche Dienste und wurde 1785 Reichshofrat. In kurzer Zeit wurde er 1791 zum katholischen Präsidenten am Reichskammergericht in Wetzlar und Geheimer Rat. Im Jahr 1797 wurde er Reichskammerrichter und war schließlich von 1801 bis 1806 Präsident des Reichshofrates in Wien. In dieser Stellung erlebte der Graf die Auflösung der ehemaligen deutschen Reichsverfassung und wurde 1809 als Präsident an die Spitze des in der Monarchie bestehenden obersten Gerichtshofes (Ober-Justizpräsident) gestellt. 1808 wurde er mit dem Orden vom Goldenen Vließ ausgezeichnet.
Er wurde 1817 noch kaiserlich-königlich Staats- und Konferenzminister ernannt und zuletzt im Jahr 1819 wurde ihm auch die Würde des Obersthofmarschalls verliehen. Die Unruhen seiner Zeit hatten aber sein Vermögen aufgezehrt. So verkaufte er zum Schluss sein Pferde und seine Musikaliensammlung. Er starb unverheiratet am 16. Dezember 1826 und wurde auf dem Friedhof in Währing beigesetzt.